# Day of Defeat
Day of Defeat (DoD) é um "mod" de tiro em primeira pessoa multijogador do jogo Half-Life ambientado na Segunda Guerra Mundial.

## Descrição
Day of Defeat é um jogo de primeira pessoa que simula as batalhas de infantaria na Segunda Guerra Mundial, sendo protagonizadas pelos adversários Eixo (Axis) e Aliados (Allies). O objetivo do jogo pode variar dependendo do mapa podendo ser um Capture The Flag (CTF)(Captura da bandeira), destruir um alvo plantando uma bomba, capturar algum avião, caminhão ou edifício ou a captura de algum item (como documentos secretos). Bem semelhante neste aspecto a um outro mod do Half Life, o Counter Strike.
Uma rodada começa com dois times (Axis e Allies) em certo ponto do mapa, e termina quando um dos times completar seu objetivo por completo. Jogadores que morreram poderão retornar ao jogo em forma de reforço (reinforcements), o aparecimento de reforços acontece de 10 a 20 segundos.
Depois de várias rodadas o jogo acaba quando o tempo expira e ganha o time que conseguiu completar o maior número de objetivos. Assim como maioria dos "mods" de Half-Life, Day of Defeat é um jogo de equipe, onde todo jogador é importante e tem sua posição no esquema tático.

## Comunidade no Brasil
A principal comunidade de jogadores de Day of Defeat 1.3 é chamada de Loucos por DoD que nada mais é do que um grupo de amigos que jogam Dod há muito tempo, que gostam do jogo e são responsáveis não só por criar campeonatos, como também de difundir o jogo e de administrar alguns servidores.
Existem diversos times brasileiros que disputam, nos servidores estrangeiros, campeonatos mundiais e que inclusive já trouxeram o título para o Brasil.
Em 2008, muitos players e times acabaram saindo do Day of Defeat 1.3, migrando para o Day of Defeat Source, acompanhando a evolução do jogo, porém os chamados Loucos por Dod e mais alguns amigos, organizaram um mini-campeonato para atrair novos players para esse jogo que para eles jamais irá cair no esquecimento.
Atualmente, o principal torneio de DOD do cenário atual leva o nome de DODCUP - Day of Defeat Cup -  - e é disputado por inúmeros times brasileiros e de diversas nacionalidades.

## Classes e Armas
| Classe             | Exército Norte-Americano (Allies)                                            | Classe   | Exército Britânico (Allies)                                                                                              | Classe             | Exército Alemão (Axis)                                                                                  |
| ------------------ | ---------------------------------------------------------------------------- | -------- | --- | ------------------ | --- |
| Atirador           | M4 Bayonet Colt M1911A1 M1 Garand x2 Mk.2 Granada de mão de fragmentação     | Atirador | Fairbairn-Sykes Dagger Webley Mk.V .455 Lee Enfield No.4 Mk.I com baioneta x2 No.36M Mk.I Granada de mão de fragmentação | Granadeiro         | Spaten** P08 Luger Mauser Karabiner 98k with bayonet x2 Mod.24 Stielhandgranate Granada de mão ofensiva |
| equipe de sargento | M4 Bayonet Colt M1911A1 M1 Carbine*** x2 Mk.2 Granada de mão de fragmentação |          | | Stosstruppe        | Spaten** P08 Luger Gewehr 43 x2 Mod.24 Stielhandgranate Granada de mão ofensiva                         |
| Master Sergeant    | M4 Bayonet Colt M1911A1 M1A1 Thompson x1 Mk.2 Granada de mão de fragmentação | Sergeant | Fairbairn-Sykes Dagger Webley Mk.V .455 Sten Mk.II x1 No.36M Mk.I Granada de mão de fragmentação                         | Unteroffizier      | Spaten** P08 Luger Maschinenpistole 40 x1 Mod.24 Stielhandgranate Granada de mão ofensiva               |
| Sergeant           | M4 Bayonet Colt M1911A1 M3 "Grease Gun" x1 Mk.2 Granada de mão ofensiva      |          | |                    | |
| Sniper             | M4 Bayonet Colt M1911A1 M1903A4 Springfield                                  | Marksman | Fairbairn-Sykes Dagger Webley Mk.V .455 Lee Enfield No.4 Mk.I(T)                                                         | Scharfschütze      | Spaten** P08 Luger Mauser Karabiner 98k ZF                                                              |
| Support Infantry   | M4 Bayonet Colt M1911A1 M1918A2 BAR x1 Mk.2 Granada de mão de fragmentação   | Gunner   | Fairbairn-Sykes Dagger Webley Mk.V .455 Bren Light Machine Gun x1 No.36M Mk.I Granada de mão de fragmentação             | Sturmtruppe        | Spaten** P08 Luger Sturmgewehr 44 x1 Mod.24 Stielhandgranate Granada de mão ofensiva                    |
| Machine Gunner     | M4 Bayonet Colt M1911A1 M1919A4 Browning                                     |          | | MG34-Schütze       | Spaten** P08 Luger Maschinengewehr 34                                                                   |
|                    |                                                                              |          | | MG42-Schütze       | Spaten** P08 Luger Maschinengewehr 42                                                                   |
| Bazooka            | M4 Bayonet Colt M1911A1 Rocket Launcher, M1A1 "Bazooka"                      | PIAT     | Fairbairn-Sykes Dagger Webley Mk.V .455 PIAT (Projector, Infantry, Anti-Tank)                                            | Panzerjäger        | Spaten** P08 Luger Raketenpanzerbüchse.54 "Panzerschreck"                                               |
|                    |                                                                              |          | | FG42-Zielfernrohr* | Gravity Knife P08 Luger Fallschirmjägergewehr 42 ZF x1 Mod.24 Stielhandgranate Granada de mão ofensiva  |
|                    |                                                                              |          | | FG42-Zweibein*     | Gravity Knife P08 Luger Fallschirmjägergewehr 42 x1 Mod.24 Stielhandgranate Granada de mão ofensiva     |

* - Somente disponível em mapas Fallschirmjäger
** - Substituído por uma faca em mapas Fallschirmjäger
*** - M1 Carbine é substituída por M1A1 em mapas paratrooper